# Jesús Álvarez García
Jesús Álvarez García (Madrid, 12 de abril de 1926- Madrid, 17 de marzo de 1970) fue un periodista español, padre del también periodista Jesús Álvarez Cervantes. 
Su primera vocación fue la de militar y en 1950 había alcanzado el rango de teniente de artillería. Pasó después al mundo de la comunicación, comenzando en Radio SEU y Radio Intercontinental. En 1952 ingresó en Radio Nacional de España, desde donde realizaba emisiones para Latinoamérica.
Fue uno de los pioneros de la primera etapa de Televisión española, donde ingresa en 1953 antes del inicio de las emisiones regulares. En aquella época los programas se emitían en directo, y se han conservado pocos documentos gráficos del momento.
Jesús, junto a David Cubedo, fue el primer periodista español en presentar un Telediario, y con sus compañeras Laura Valenzuela y Blanca Álvarez participaba en todo tipo de espacios frente a la cámara, desde leer noticias hasta anunciar productos comerciales o presentar actuaciones musicales. Fue en los años sesenta un presentador habitual del jurado español en el Festival de Eurovisión, ocupándose después de cada edición hasta 1969 de comentar con el jurado el transcurso de la gala.
La popularidad adquirida le permitió también participar con pequeños papeles en algunas películas de la época, como Historias de la televisión, con Tony Leblanc y Concha Velasco; Ha llegado un ángel, con Marisol; La gran familia (1962), en la que es de recordar la memorable escena en la que Jesús Álvarez, interpretándose a sí mismo, hacía un llamamiento a todos los españoles para encontrar al pequeño Chencho, el «nieto» —en la película— de Pepe Isbert; ¿Qué hacemos con los hijos? (1967), con Paco Martínez Soria o La chica de los anuncios (1968).
En 1961 se le concedió el Premio Ondas al Mejor locutor de programas locales y en 1963 recibió el Premio Antena de Oro, por su labor en televisión.
Murió en 1970 como consecuencia de una leucemia.

## Programas de TV en los que intervino
- Desde mi butaca (1956-1957)
- Club del sábado (1957)
- Buenas noches, amigos (1957)
- Bodega jerezana (1957)
- Cotilleo al aire libre (1957-1958)
- Telediario (1957-1967)
- La hora Philips (1957-1958)
- Piel de España (1962)
- La Nueva Geografía (1962)
- A toda plana (1965)
- Danzas de España (1966)
- Caminos y canciones (1967)
- Fórmula Todo (1969)